# Luis Carlos Santiago
Luis Carlos Santiago Zabaleta (Errenteria, 5 settembre 1946) è un ex cestista spagnolo.

## Carriera
Con la Spagna ha disputato i Giochi olimpici di Città del Messico 1968.